# آهوچه مکسول
آهوچه مکسول (نام علمی: Philantomba maxwellii) نام یک گونه از زیرخانواده غزالک است.